# EC Granollers
EC Granollers is een Spaanse voetbalclub uit Granollers, uitkomend in de Segona Catalana. De club speelt zijn thuiswedstrijden in het Municipal Carrer Girona, dat 2.500 plaatsen heeft.

## Geschiedenis
EC Granollers is opgericht in 1913 onder de naam Granollers Football Club. De club won in de jaren dertig driemaal de Campionat de Catalunya de Segona Categoria. In het seizoen 1936/1937 nam de club als een van de vier Catalaanse clubs deel aan de Lliga Mediterrània, een eenmalige voetbalcompetitie tussen clubs uit de regio's Catalonië en Comunitat Valenciana ter vervanging van de landelijke competities die ten gevolge van de Spaanse Burgeroorlog niet gespeeld kon worden. Granollers FC eindigde op de zevende plaats in deze competitie. Na de Spaanse Burgeroorlog kreeg de club de naam Club Deportivo Granollers, nadat Catalaanse namen door dictator Francisco Franco waren verboden. In 1956 werd CD Granollers kampioen van de Tercera División. In 1982 kreeg de club de huidige Catalaanse naam. In 2006 degradeerde EC Granollers uit de Tercera División naar de Primera Divisió Catalana. Een jaar later zakte de club af naar het tweede amateurniveau van Catalonië.

## Gewonnen prijzen
- Kampioen Campionat de Catalunya de Segona Categoria: 1933, 1935, 1936
- Kampioen Tercera División: 1956
- Trofeu Moscardó: 1967

## Bekende spelers
- Sergi Barjuan
- Gerard López
- Antoni Jiménez
- Abraham Minero
- Xavier Comas